# Sân vận động Pakansari
Sân vận động Pakansari (tiếng Indonesia: Stadion Pakansari) là một sân vận động toàn chỗ ngồi ở Pakansari, Cibinong, Bogor, Tây Java, Indonesia. Sân được sử dụng chủ yếu cho các trận đấu bóng đá. Đây là sân nhà của Persikabo 1973. Sân vận động có sức chứa 30.000 khán giả. Sân vận động này là một trong những địa điểm tổ chức môn bóng đá nam của Đại hội Thể thao châu Á 2018 và Giải vô địch bóng đá U-19 châu Á 2018.

## Lịch sử
Sân vận động Pakansari là một sân vận động toàn chỗ ngồi nằm ở Huyện Bogor ở tỉnh Tây Java của Indonesia. Sân được khánh thành vào năm 2015. Indonesia đã thi đấu các trận bán kết và chung kết Giải vô địch bóng đá Đông Nam Á 2016 tại Pakansari do Sân vận động Gelora Bung Karno đang được cải tạo. Sân đã tổ chức trận chung kết Cúp Chủ tịch Indonesia 2017. Đây cũng là nơi tổ chức trận tranh huy chương vàng môn bóng đá nam của Đại hội Thể thao châu Á 2018 và trận chung kết Giải vô địch bóng đá U-19 châu Á 2018. Hiện tại, đây là sân nhà của câu lạc bộ Liga 1 Persikabo 1973.
PSM Makassar đã thi đấu các trận đấu Cúp AFC 2019 của đội tại sân vận động này như sân nhà cố định của đội.

## Hình ảnh

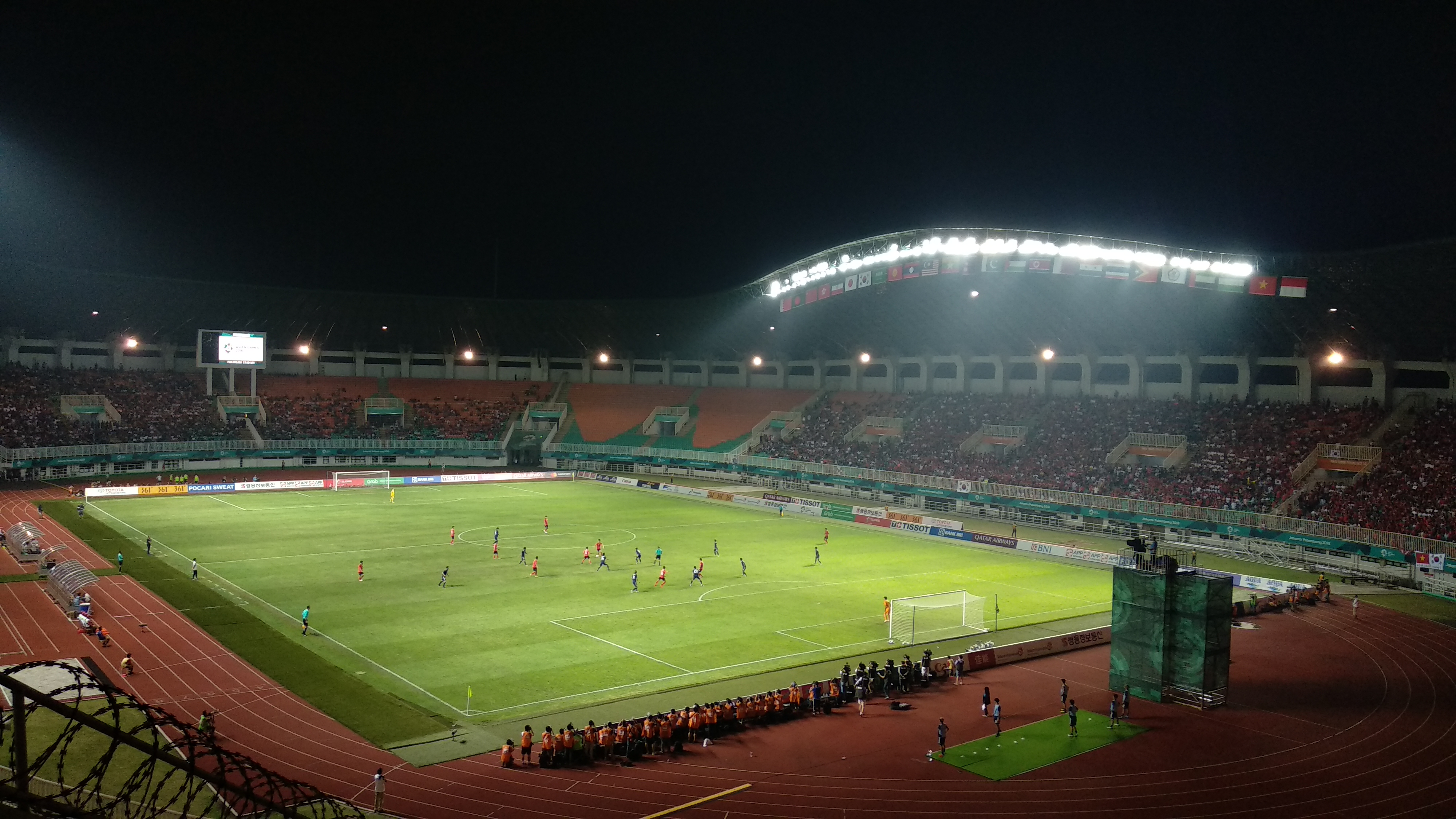
Sân vận động trong trận tranh huy chương vàng giữa Hàn Quốc và Nhật Bản tại môn bóng đá nam của Đại hội Thể thao châu Á 2018
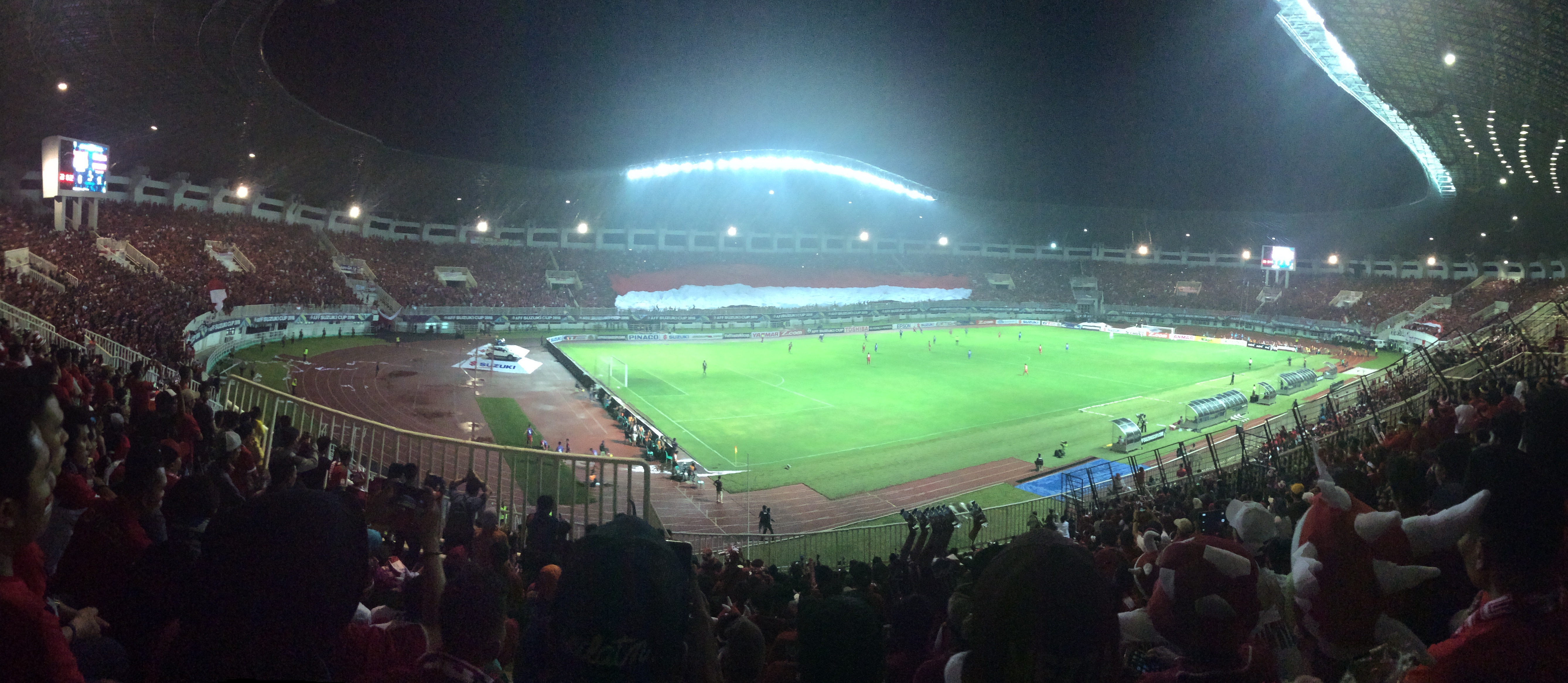
Sân vận động tổ chức Giải vô địch bóng đá Đông Nam Á 2016

## Các trận đấu quốc tế được tổ chức
| Ngày                | Giải đấu         | Đội tuyển | Kết quả | Đội tuyển | Khán giả |
| ------------------- | ---------------- | --------- | ------- | --------- | -------- |
| 21 tháng 3 năm 2017 | Giao hữu quốc tế | Indonesia | 1–3     | Myanmar   | 13.150   |

## Kết quả giải đấu

### Giải vô địch bóng đá Đông Nam Á 2016
| Ngày                 | Thời gian (UTC+07) | Đội #1    | Kết quả | Đội #2   | Vòng              | Khán giả |
| -------------------- | ------------------ | --------- | ------- | -------- | ----------------- | -------- |
| 3 tháng 12 năm 2016  | 19:00              | Indonesia | 2–1     | Việt Nam | Bán kết lượt đi   | 30.000   |
| 14 tháng 12 năm 2016 | 19:00              | Indonesia | 2–1     | Thái Lan | Chung kết lượt đi | 30.000   |

### Môn bóng đá nam Đại hội Thể thao châu Á 2018
| Ngày                | Thời gian (UTC+07) | Đội #1            | Kết quả                | Đội #2            | Vòng                  | Khán giả |
| ------------------- | ------------------ | ----------------- | ---------------------- | ----------------- | --------------------- | -------- |
| 14 tháng 8 năm 2018 | 16:00              | Uzbekistan        | 3–0                    | Bangladesh        | Bảng B                | N/A      |
| 14 tháng 8 năm 2018 | 19:00              | Thái Lan          | 1–1                    | Qatar             | Bảng B                | N/A      |
| 16 tháng 8 năm 2018 | 16:00              | Bangladesh        | 1–1                    | Thái Lan          | Bảng B                | N/A      |
| 16 tháng 8 năm 2018 | 19:00              | Qatar             | 0–6                    | Uzbekistan        | Bảng B                | N/A      |
| 19 tháng 8 năm 2018 | 19:00              | Thái Lan          | 0–1                    | Uzbekistan        | Bảng B                | N/A      |
| 20 tháng 8 năm 2018 | 19:00              | Đài Bắc Trung Hoa | 0–2                    | Lào               | Bảng A                | N/A      |
| 27 tháng 8 năm 2018 | 16:00              | Ả Rập Xê Út       | 1–2                    | Nhật Bản          | Tứ kết                | N/A      |
| 27 tháng 8 năm 2018 | 19:30              | UAE               | 1–1 (h.p.) (5–3 ph.đ.) | CHDCND Triều Tiên | Tứ kết                | N/A      |
| 29 tháng 8 năm 2018 | 16:00              | Việt Nam          | 1–3                    | Hàn Quốc          | Bán kết               | N/A      |
| 29 tháng 8 năm 2018 | 19:30              | Nhật Bản          | 1–0                    | UAE               | Bán kết               | N/A      |
| 1 tháng 9 năm 2018  | 15:00              | Việt Nam          | 1–1 (h.p.) (3–4 ph.đ.) | UAE               | Tranh huy chương đồng | N/A      |
| 1 tháng 9 năm 2018  | 18:30              | Hàn Quốc          | 2–1 (h.p.)             | Nhật Bản          | Tranh huy chương vàng | N/A      |

### Giải vô địch bóng đá U-19 châu Á 2018
| Ngày                 | Thời gian (UTC+07) | Đội #1            | Kết quả | Đội #2            | Vòng      | Khán giả |
| -------------------- | ------------------ | ----------------- | ------- | ----------------- | --------- | -------- |
| 19 tháng 10 năm 2018 | 16:00              | Iraq              | 3–3     | Thái Lan          | Bảng B    | 50       |
| 19 tháng 10 năm 2018 | 19:00              | Nhật Bản          | 5–2     | CHDCND Triều Tiên | Bảng B    | 35       |
| 22 tháng 10 năm 2018 | 16:00              | CHDCND Triều Tiên | 1–0     | Iraq              | Bảng B    | 52       |
| 22 tháng 10 năm 2018 | 19:00              | Thái Lan          | 1–3     | Nhật Bản          | Bảng B    | 134      |
| 24 tháng 10 năm 2018 | 19:00              | Qatar             | 4–0     | Đài Bắc Trung Hoa | Bảng A    | 5        |
| 25 tháng 10 năm 2018 | 16:00              | Nhật Bản          | 5–0     | Iraq              | Bảng B    | 138      |
| 25 tháng 10 năm 2018 | 19:00              | Úc                | 1–1     | Jordan            | Bảng C    | 42       |
| 26 tháng 10 năm 2018 | 19:00              | Trung Quốc        | 2–0     | Malaysia          | Bảng D    | 102      |
| 1 tháng 11 năm 2018  | 16:00              | Qatar             | 1–3     | Hàn Quốc          | Bán kết   | 145      |
| 1 tháng 11 năm 2018  | 19:30              | Nhật Bản          | 0–2     | Ả Rập Xê Út       | Bán kết   | 311      |
| 4 tháng 11 năm 2018  | 19:30              | Hàn Quốc          | 1–2     | Ả Rập Xê Út       | Chung kết | 3.089    |

## Sự kiện
- Giải vô địch bóng đá Đông Nam Á 2016
- Cúp Chủ tịch Indonesia 2017
- Đại hội Thể thao châu Á 2018